# Райнаухафен
Райнаухафен (нем. Rheinauhafen) — набережная вдоль левого берега Рейна в центральной части города Кёльна (федеральная земля Северный Рейн-Вестфалия).

## История

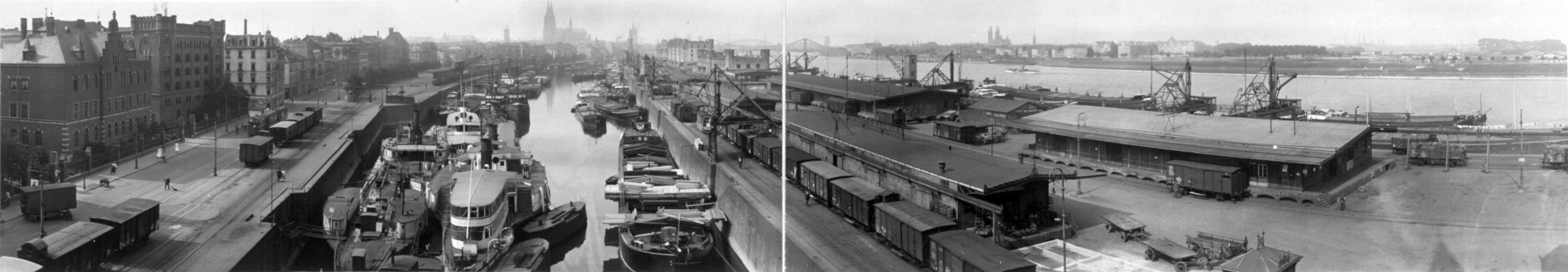
Райнаухафен в 1921 году

В середине XIX века значение Кёльна как портового города стремительно возрастало. Поэтому в 1847 году началось строительство нового порта в районе Райнау (нем. Rheinau). В 1850 году строительство порта было завершено. Гавань была обустроена путём создания вытянутого вдоль Рейна 800-метрового полуострова, с входом с северной стороны рядом с площадью Fishmarkt. С южной стороны полуостров соединялся с берегом поблизости от городской башни Bayenturm. С северной стороны вход в гавань контролировался при помощи специально построенной для этого в 1855 году башни, получившей название Malakoffturm.

В 1881 году городскому архитектору Йозефу Штюббену было поручено разработать план реконструкции порта Райнаухафен, однако, ввиду загруженности Штюббена другой работой, к этому проекту он смог приступить только в 1884 году. Была создана комиссия со Штюббеном во главе для рассмотрения различных вариантов проектов. После длительных обсуждений комиссия одобрила так называемый Южный проект (нем. Südprojekt), на основании которого в 1891 году Штюббен подготовил пакет технической документации. На основании этого проекта в 1891—1897 годах были выполнены работы по модернизации и расширении порта. Длина береговой линии порта была значительно увеличена за счёт строительства двух новых верфей — Agrippinawerft и Oberländerwerft, был построен 18-метровый разводной мост на входе в гавань возле башни Malakoffturm, полностью были демонтированы участки средневекового порта, в северной части полуострова были оборудованы таможенные склады. В мае 1898 года состоялось торжественное открытие обновлённого порта. В 1909—1910 годах в районе Агриппинаверфт были построены стилизованные под средневековые дома, получившие название Зибенгебирге (нем. Siebengebirge), так как контуры домов напоминали знаменитые очертания одноименного горного массива под Бонном.

После второй мировой войны сильно разрушенный во время бомбардировок Кёльна британской авиацией порт Райнаухафен потерял своё значение. Главным портом Кёльна стал расположенный на другом берегу Рейна порт Дойц (Deutzer Hafen).

31 октября 1993 года в северной оконечности Райнаухафен был открыт музей шоколада. В 1998 году было принято решение о переоборудовании Райнаухафен в прогулочную набережную с комплексом офисно-развлекательных сооружений и жилых зданий. Завершение проекта было запланировано на 2009 год, но из-за мирового финансово-экономического кризиса реализация проекта затянулась. Тем не менее, большинство запланированных зданий было завершено уже к 2010 году. Среди всех новостроек Райнаухафен выделяются три 60-метровых здания, получивших за свою схожесть с башенными кранами название Kranhaus. Всего было построено 210 000 м² площадей, из которых около 30 % приходится на жилой фонд.

## Галерея

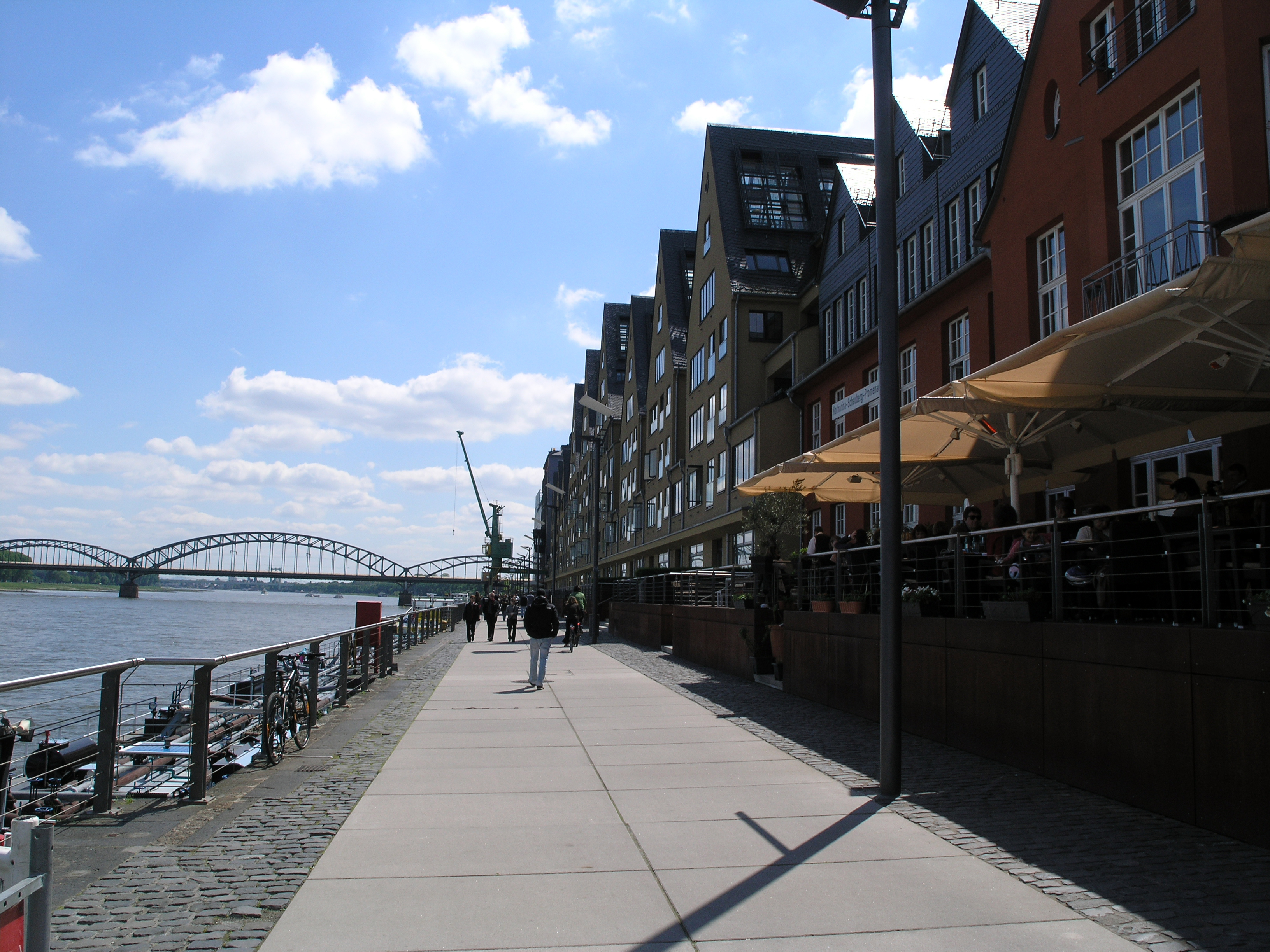
Зибенгебирге
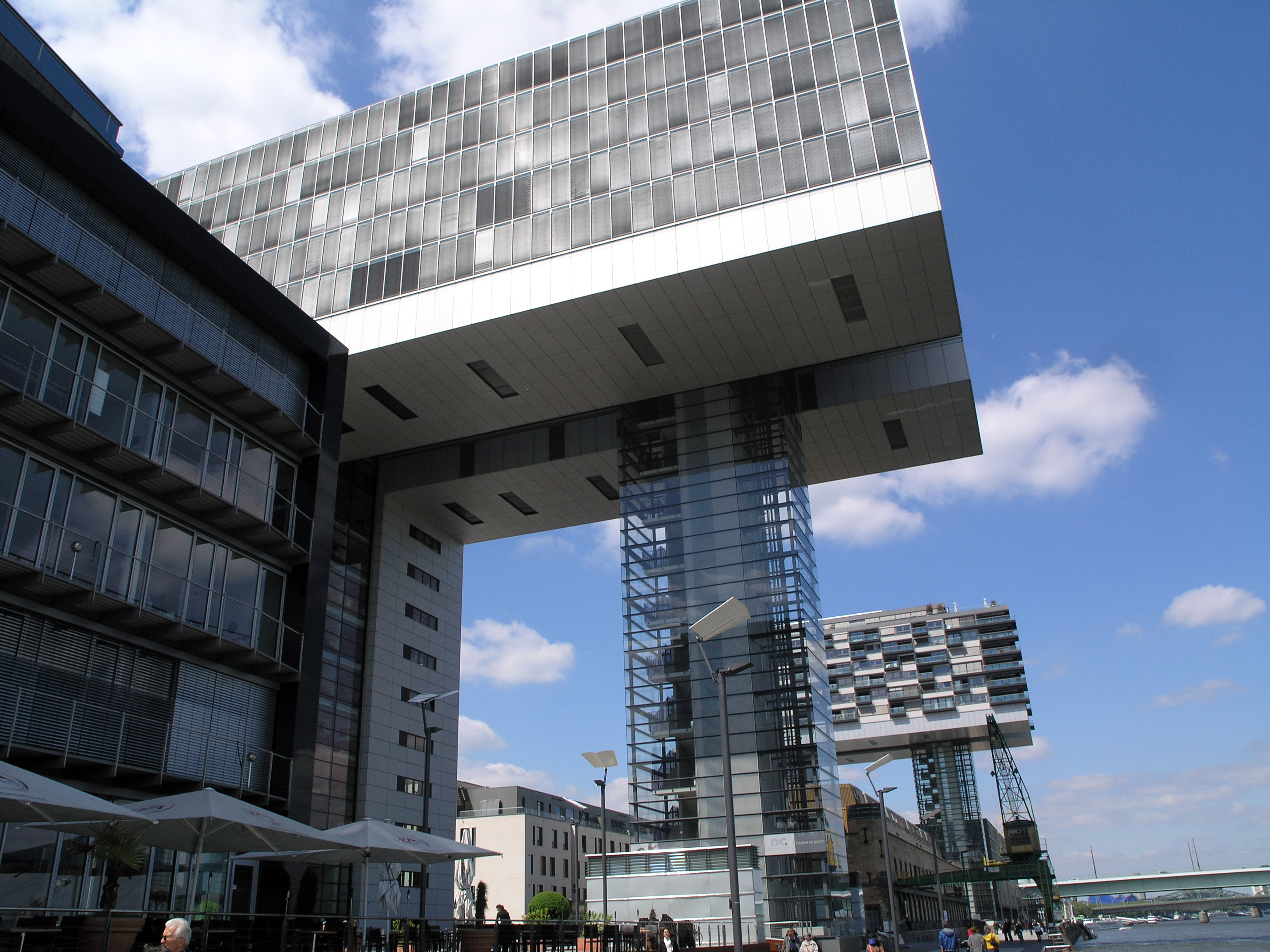
Kranhaus
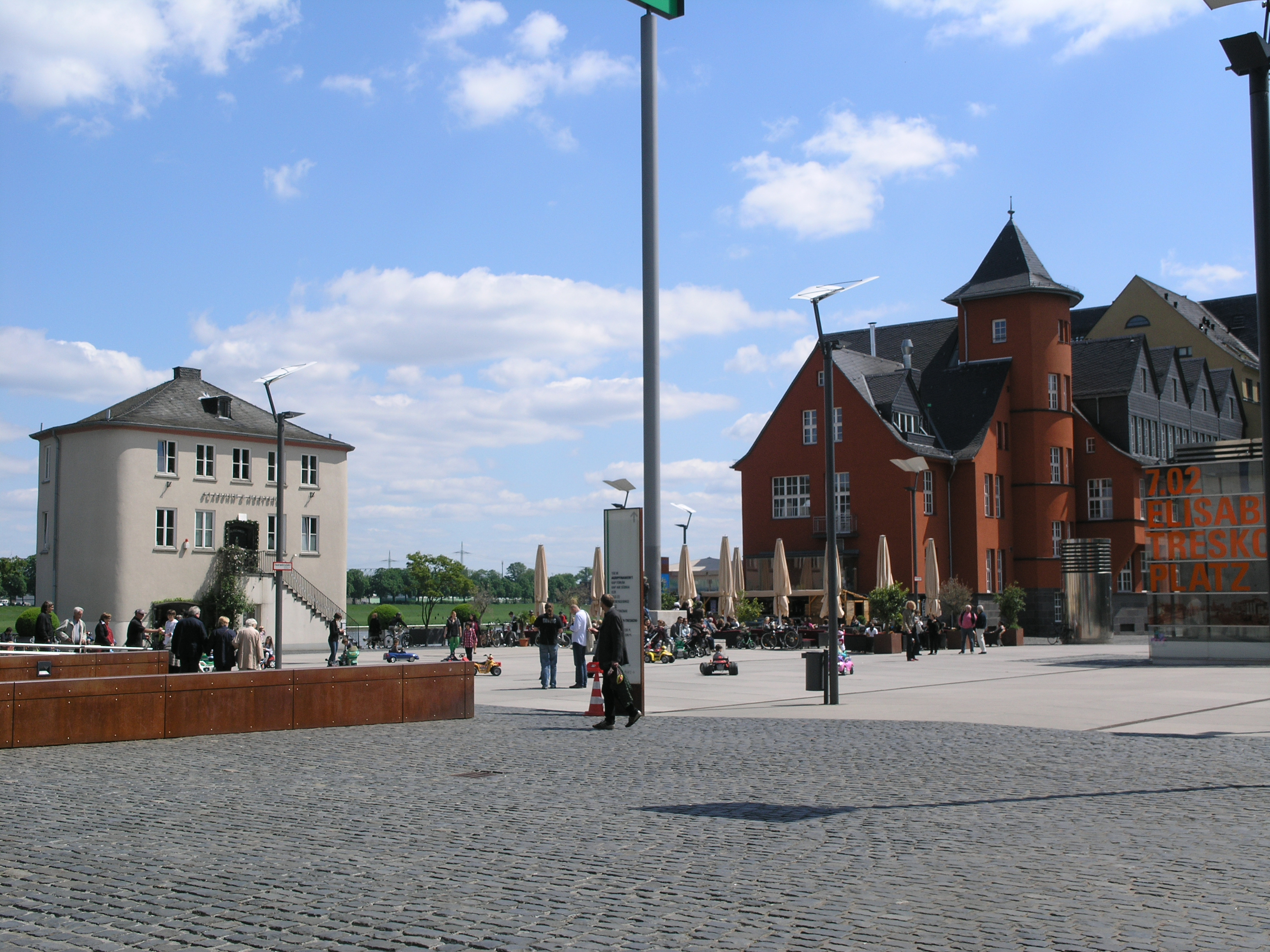
Agrippinawerft
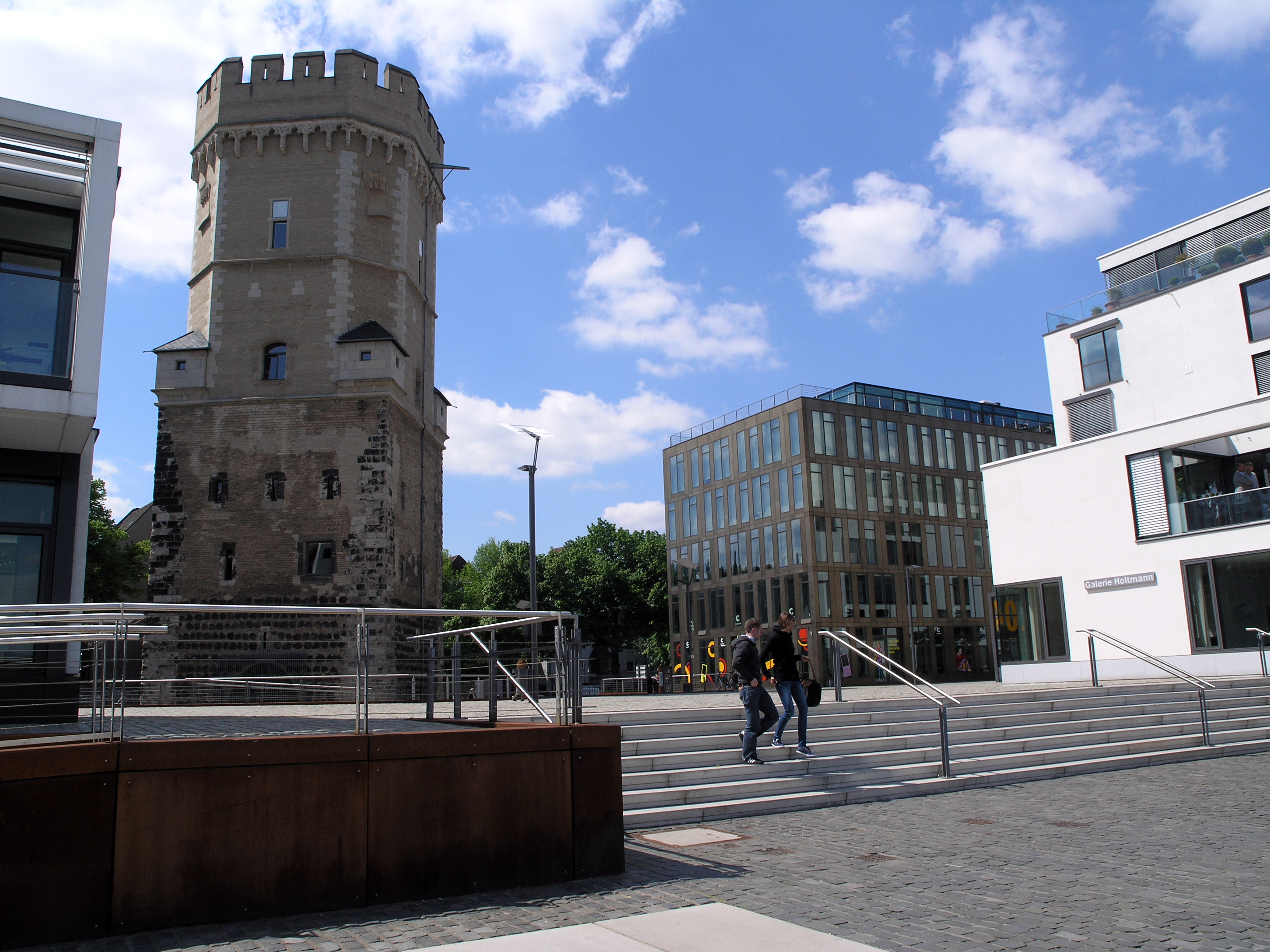
Bayenturm

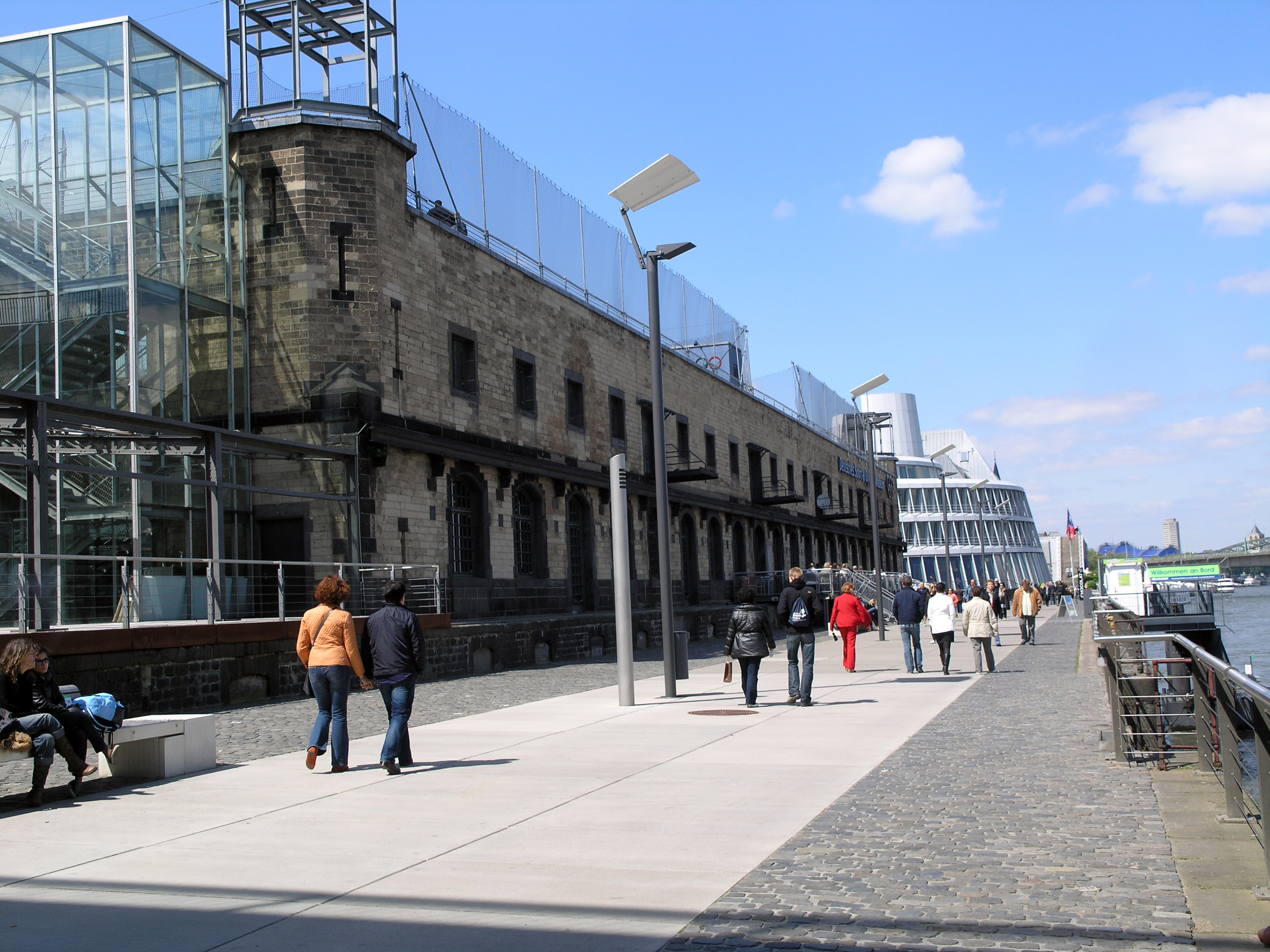
Таможенный порт
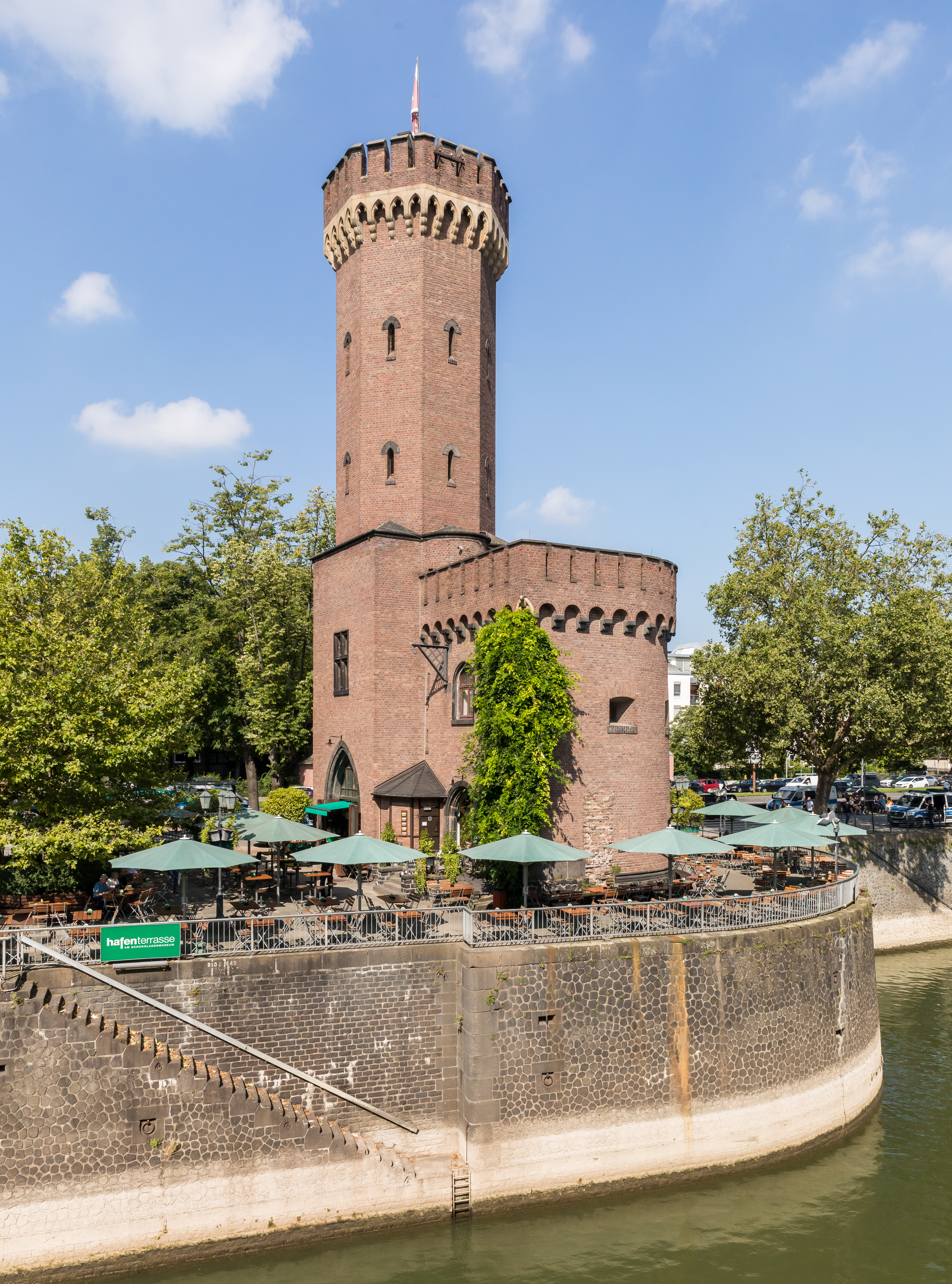
Malakoffturm
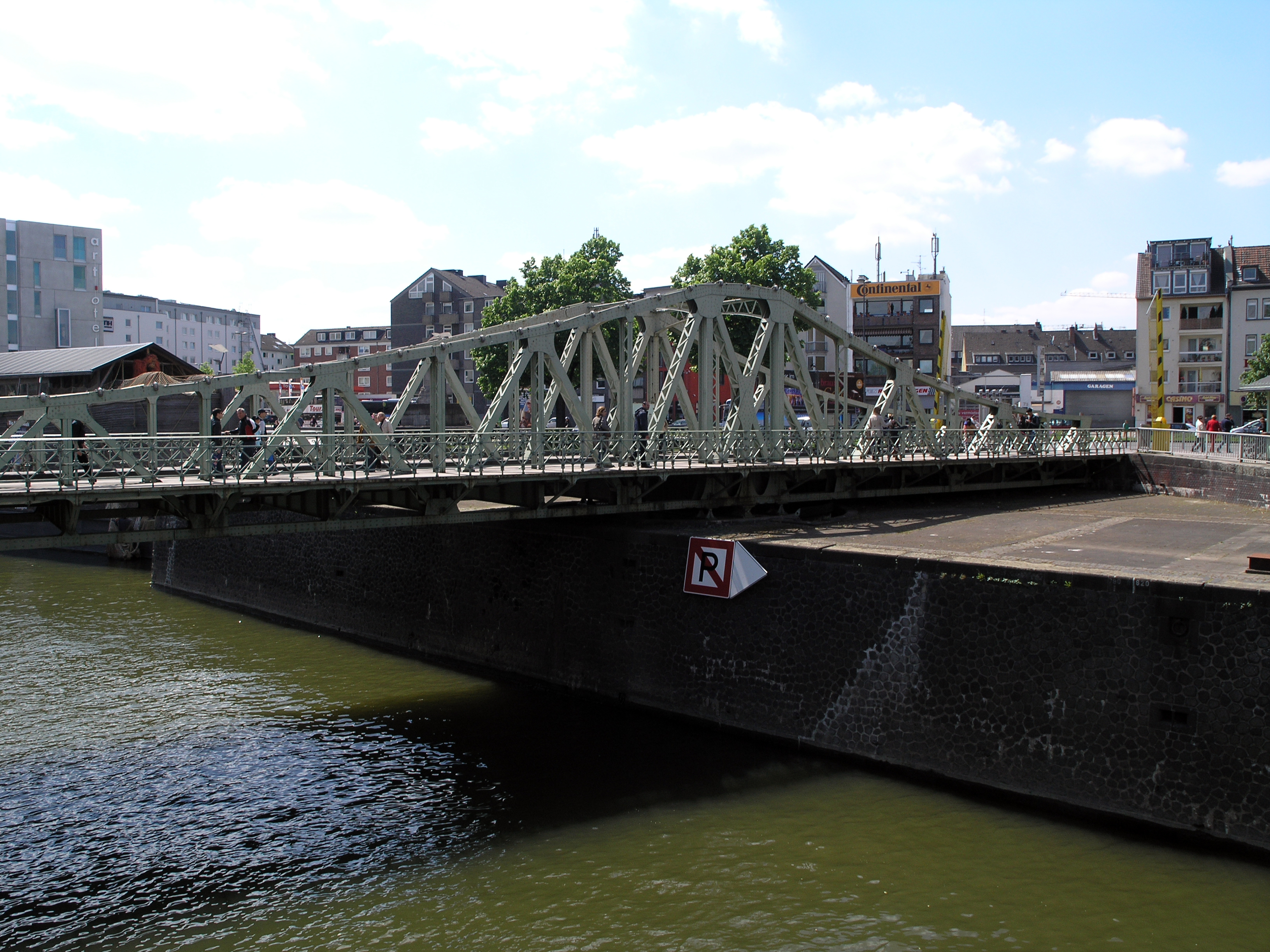
Разводной мост
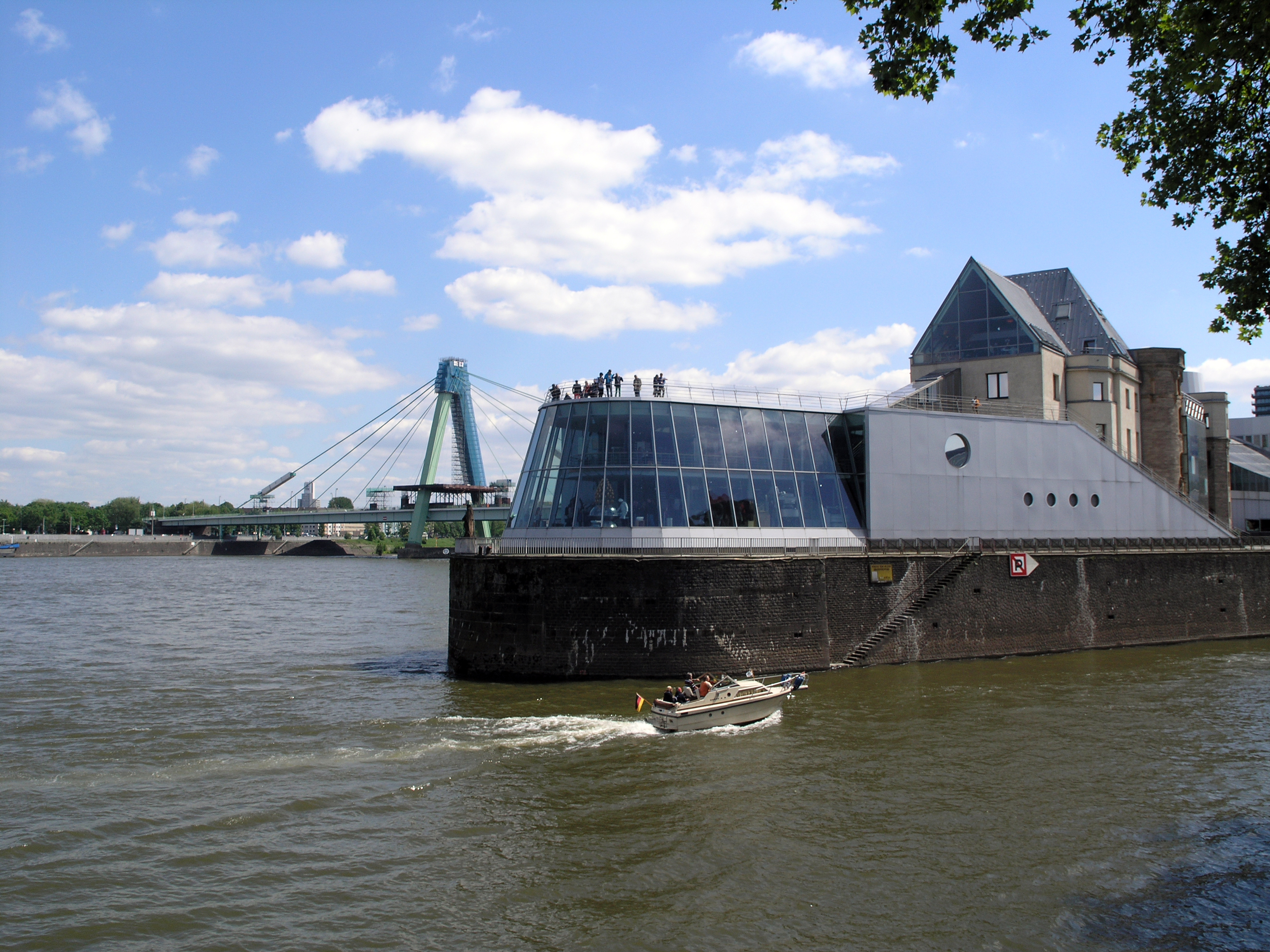
Музей шоколада